# Periscepsia parasita
Periscepsia parasita là một loài ruồi trong họ Tachinidae.